# حاجی سوان‌خان گپنگ
حاجی سوان‌خان گپنگ (به انگلیسی: Haji Sawan Khan Gopang) یک منطقهٔ مسکونی در پاکستان است که در ناحیه حیدرآباد، سند واقع شده‌است. حاجی سوان‌خان گپنگ ۲۴٬۰۰۰ نفر جمعیت دارد.